# St. Martin (Blaichach)

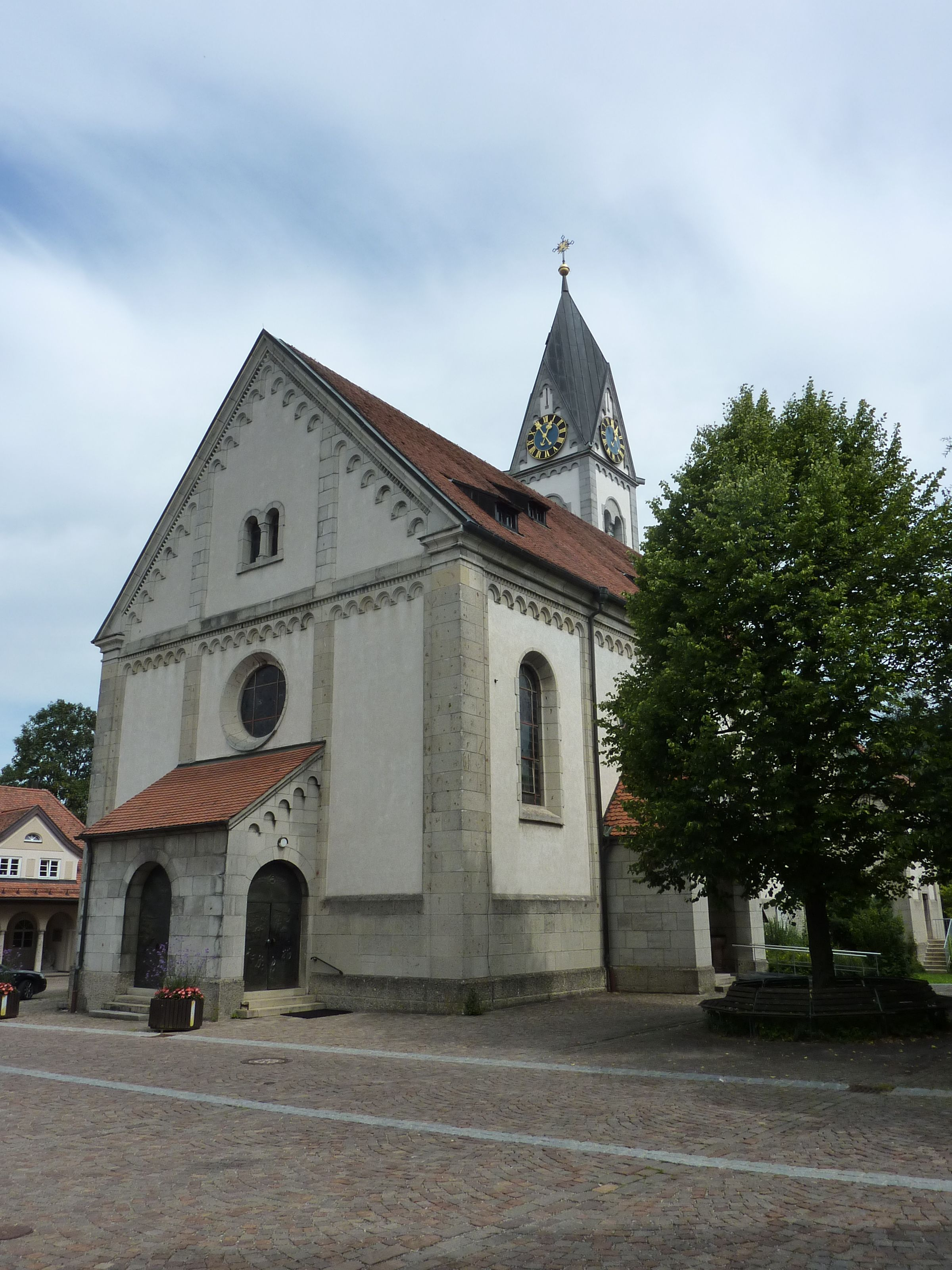
Kirche St. Martin in Blaichach

Die katholische Pfarrkirche St. Martin am Kirchplatz 1 in Blaichach ist ein neoromanisches Bauwerk.

## Geschichte
Die Pfarrei in Blaichach wurde erstmals im Jahr 1120 erwähnt. In der Statistik des Bistums Konstanz tauchte sie im Jahr 1275 auf. Im Jahr 1424 wurde am 19. Oktober eine wahrscheinlich neu erbaute Kirche in Blaichach geweiht. Diese Kirche wurde mehrfach erweitert und verändert; den letzten Umbau erfuhr sie im Jahr 1860. Nachdem in den Jahren 1877 bis 1885 erste Pläne für einen Kirchenneubau diskutiert, aber nicht ausgeführt worden waren, legte Oberbaurat Hugo Höfl aus Kempten 1890 neue Pläne für ein Gotteshaus vor. Mit dem Bau begonnen wurde allerdings erst 1903.
Die neue Kirche wurde neben dem Vorgängerbauwerk errichtet, das zunächst noch stehen blieb. Am 25. September 1904 wurde die Blaichacher Martinskirche durch den Bischof Maximilian Ritter von Lingg geweiht. Nachdem die Innenausstattung aus der alten in die neue Kirche transferiert worden war, wurde das alte Gotteshaus abgerissen. Eine Gedenktafel am ehemaligen Standort erinnert an das Bauwerk.
Die Ziegelmauern der Kirche St. Martin waren bis zu deren Außenrenovierung im Jahr 1962 sichtbar. Damals erhielt die Kirche einen Blendputz. 1975 wurde das Innere der Kirche renoviert, im Jahr 2000 der Turm. Die 1905 erbaute Orgel wurde 1933 erneuert; 1978 erfolgten ein Umbau und eine Erweiterung.

## Bauwerk
Die Kirche ist ein neoromanischer Bau der Beuroner Schule mit byzantinischem Charakter. Die Tympanon-Reliefs schuf I. Hofmann aus München. Über dem Haupteingang ist Maria Königin zu sehen, über dem Seiteneingang Christ-König. Auf der Innenseite ist Jesus als der gute Hirte dargestellt. Das Turmrelief zeigt den Pelikan als Symbol des Opfers, das der Sakristei das Gotteslamm.

## Ausstattung

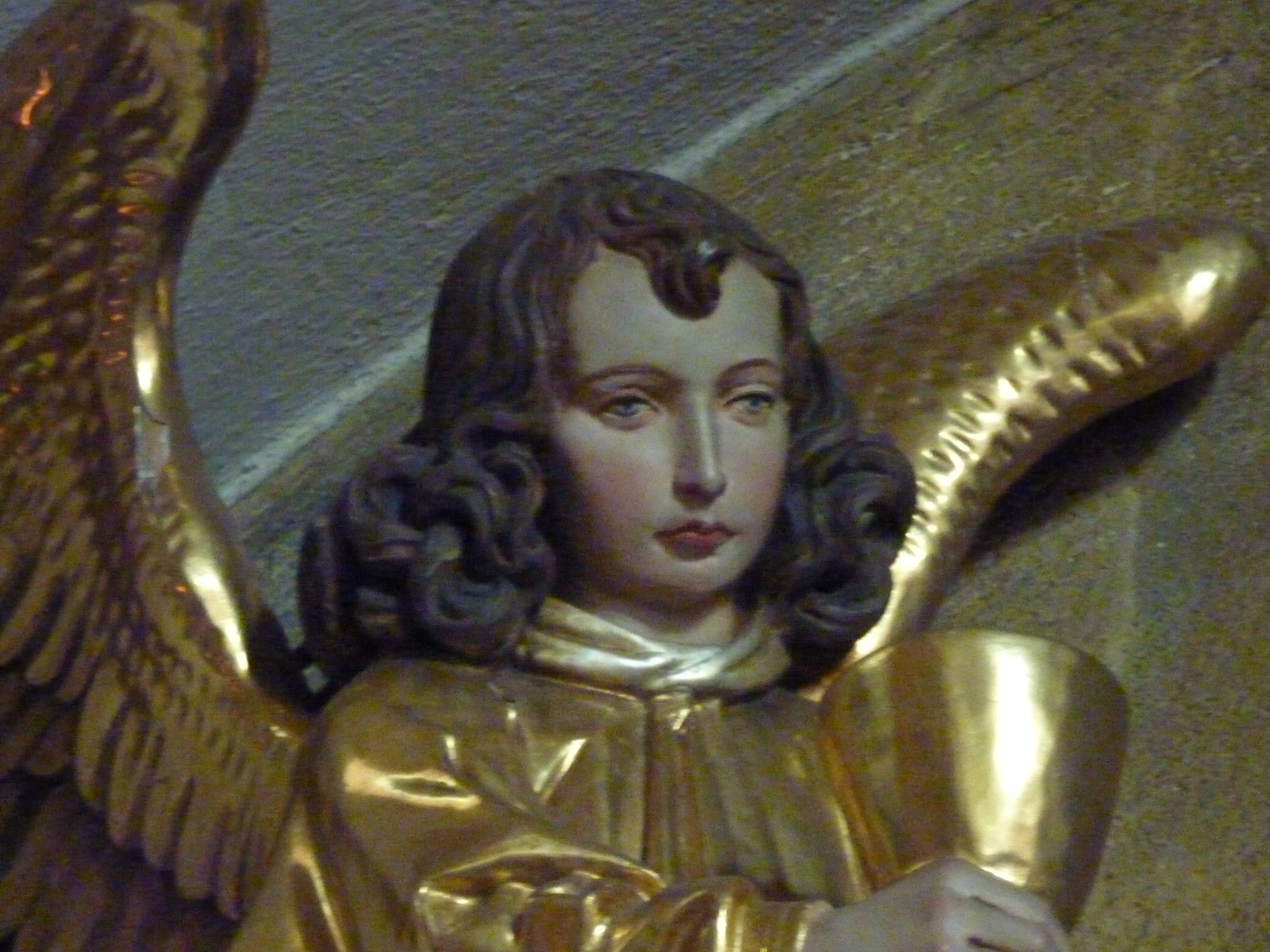
Detail der Ölberggruppe

Links des Haupteingangs befindet sich eine Madonna mit Kind aus dem 18. Jahrhundert, ferner eine spätgotische Ölberggruppe aus der Zeit um 1500, die 1911 neu gefasst wurde. Rechts des Haupteingangs ist St. Antonius von Padua zu sehen. Über dem Seiteneingang wurde ein Altarblatt aus der Vorgängerkirche angebracht. Es zeigt den heiligen Martin auf dem Pferd, der seinen Mantel teilt. Das Gemälde schuf Anton Weiß aus Rettenberg um 1700. Auch ein Kreuz mit Stabat mater aus der ehemaligen Kirche befindet sich an der rechten Wand. Die Figur des Johannes scheint verlorengegangen zu sein. Ferner sind die Wände mit geschnitzten Kreuzwegstationen geschmückt, die 1911 begonnen und 1928 von Heinz Schiestl aus Würzburg vollendet wurden.
Die Altäre sind als Reliquienschreine gestaltet. Der linke Seitenaltar zeigt den brennenden Dornbusch und die Bundeslade sowie die Verkündigung und die Geburt Jesu, der rechte Seitenaltar trägt das Motiv von Christi Himmelfahrt. Auf dem Hauptaltar sind das Opfer des Abraham, das Opfer des Melchisedech, die Taufe Jesu, das letzte Abendmahl, seine Kreuzigung und Auferstehung dargestellt.
Der gotische Taufstein aus dem 15. Jahrhundert trägt das Wappen der Montfort-Rothenfels; sein Kupferdeckel stammt aus dem Jahr 1911. Im Chorraum befindet sich auf der linken Seite eine thronende Muttergottes mit stehendem Jesuskind aus dem frühen 14. Jahrhundert, auf der rechten Seite eine Darstellung der heiligen Anna mit ihrer Tochter Maria. Dieses Kunstwerk wurde um 1680 geschaffen.
Die vorderen Glasfenster zeigen die Teilung des Mantels und den Tod des Martin von Tours, das hintere, das sich zwischen zwei Teilen der Orgel befindet, Cäcilia, die Patronin der Kirchenmusik. Sie ist in diesem Fensterbild als Orgelspielerin dargestellt. Die übrigen Fenster thematisieren die Seligpreisungen der Bergpredigt jeweils anhand der Person eines Heiligen. Dargestellt sind der heilige Johannes, die heilige Monika, die heilige Agnes, Elisabeth von Thüringen, Franz von Assisi, Franz von Sales, Maria Magdalena und Alfons Maria von Liguori.
Das Kirchengebäude ist mit zahlreichen Wandmalereien ausgestattet. In einem kleinen Nebenraum auf der linken Seite befindet sich eine mechanische Krippe.

## Geläut
Seit wann in Blaichach Kirchenglocken vorhanden waren, ist nicht bekannt. Es gibt ein Zeugnis darüber, dass Johann Heinrich Ernst aus Lindau im Jahr 1773 zwei Glocken umgegossen hat. Das Geläute aus dem Jahr 1886 stammte von Theodor Wolfahrt aus Lauingen. 1917 wurden drei dieser Glocken eingezogen. 1924 schaffte man ein neues Geläute an, das von den Gebrüdern Ulrich aus Kempten gegossen wurde. Auch dieses Geläute musste großenteils abgegeben werden; nur die Ulrichsglocke wurde 1942 nicht eingeschmolzen. Schließlich wurde 1950 das aktuelle Geläute angeschafft: Die Martinus-, Josephs- und Schutzengelglocke stammen von Engelbert Gebhard in Kempten. Die Schlagtöne ergeben das Salve-Regina-Motiv c-e-g-a-g.